# Oophaga pumilio
Il dendrobate pigmeo (Oophaga pumilio (Schmidt, 1857)) è un anfibio anuro della famiglia Dendrobatidae.

## Descrizione
È una specie di piccola taglia, lunga dai 1,7 ai 2,4 cm, con una sgargiante livrea di colore rosso, blu o verde o marrone e gialla. La livrea varia molto a seconda della morph (o varietà). Esistono tra le 15 e le 30 varietà, tra cui  Straawberry, Blue jeans, Blastimentos, La gruta, San Cristobal. Grazie ai cuscinetti sotto le zampe e alle cosce muscolose, questo dendrobate non ha difficoltà ad arrampicarsi. I suoi occhi di notevoli dimensioni gli permettono di vedere meglio al buio.

## Biologia

### Comportamento
Come molte altre specie di Dendrobatidae, si affida al suo sistema di difesa chimico per tenersi lontano dai guai: pur non essendo la più velenosa, questa specie centro-americana ha comunque un alto grado di tossicità. La tossina viene da acari di cui si nutre. Ha una aspettativa di vita di 3-5 anni.

### Alimentazione
Si alimenta di piccoli invertebrati, prevalentemente di formiche.

### Riproduzione
Raggiunge la maturità sessuale a 9 mesi.
Si riproduce durante la stagione delle piogge.
La femmina del dendrobate pigmeo depone da 3 a 17 uova in cordoni, che deposita in piccole pozze, dette fitotelmi, dentro a fessure arboree ovvero a cavità tra le foglie di piante appartenenti al genere Bromelia o sul suolo della foresta. I girini si nutrono delle uova non fecondate che la madre depone in ogni pozza. La schiusa delle uova avviene dopo 5-15 giorni dalla deposizione. La metamorfosi si verifica dopo 6-8 settimane.

## Distribuzione e habitat
Specie interamente terrestre. Comune nello Stato di Panama settentrionale, in Costa Rica, in Nicaragua e nelle isole al largo di questa zona.